# Belejringen af Pskov 1615
Belejringen af Pskov var en begivenhed under den ingermanlandske krig. Belejringen indledtes af den svenske hærfører Jacob De la Gardie i juli måned 1615. Pskov var da en meget stærkt befæstet by med cirka 14.000 indbyggere.
Den 3. juli 1615 rejste Gustav II Adolf til Rusland med forstærkninger. Fem dage senere ankom han til byen Narva for derefter at marchere mod belejringen i Pskov. Gustav Adolf ankom den 29. juli til den svenske lejr, hvor Evert Horn var øverstbefalende, da De la Gardie var optaget af fredsforhandlingerne i Novgorod. Allerede næste dag lod Gustav Adolf sine styrker opstille foran byen. De forsvarende kosakker gjorde et udfald mod hæren; Horn døde under kampene. Det planlagte stormangreb kunne ikke gennemføres, efter som artilleriet led af mangel på ammunition.
Den 15. august døde øverste kvartermester og teknikekspert Robert Moore. Byen blev omringet efter, at yderligere forstærkninger var ankommet. Under tiden fortsatte fredsforhandlingerne i Novgorod. De polske og engelske diplomater, som medvirkede, mente ikke, at svenskerne skulle fortsætte belejringen, mens forhandlinger om fred fandt sted, men Gustav II Adolf var fast. Artilleriet led mere og mere af mangel på ammunition; i september bombarderede det svenske artilleri endnu mere end ellers. Ved et held for den svenske hær ankom den 28. september ny ammunition.
Den 9. oktober stormede svenskerne, men forgæves. Cirka 20 mand døde ved forsøget. Yderligere et forsøg gjordes dagen efter, den 10. oktober med at bombardere byen. En snes huse brændte ned. Under bombardementet eksploderede et svensk krudtforråd imidlertid. Efter en uge trak den svenske hær sig tilbage. De engelske fredsforhandlere i Novgorod forstod ikke hvorfor, den svenske hær trak sig tilbage og troede, att de havde formået Gustav II Adolf at afslutte sine krigshandlinger.